# Huvudstadsregionen (Finland)

Huvudstadsregionen (mörkblå) och Storhelsingfors.

Huvudstadsregionen i landskapet Nyland i Finland består av huvudstaden Helsingfors samt städerna Esbo, Grankulla och Vanda som är sammanbyggda med Helsingfors. Huvudstadsregionens fyra kommuner hade cirka 1,22 miljoner invånare i slutet av 2022, och Storhelsingfors cirka 1,56 miljoner invånare.
Storhelsingfors är ett begrepp som omfattar huvudstadsregionen, Hyvinge, Kervo, Kyrkslätt, Nurmijärvi, Sibbo, Träskända, Mäntsälä, Borgnäs, Tusby och Vichtis.

## Statistik
| Kommun                  | Landareal (km²) | Folkmängd 31 december 2022 | Befolkningstäthet (inv./km²) |
| ----------------------- | --------------- | -------------------------- | ---------------------------- |
| Esbo (Espoo)            | 312,35          | 305 274                    | 977,35                       |
| Helsingfors (Helsinki)  | 214,42          | 664 028                    | 3 096,86                     |
| Grankulla (Kauniainen)  | 5,89            | 10 284                     | 1 746,01                     |
| Vanda (Vantaa)          | 238,38          | 242 819                    | 1 018,62                     |
| Huvudstadsregionen      | 771,04          | 1 222 405                  | 1 585,40                     |
| Hyvinge (Hyvinkää)      | 322,69          | 46 797                     | 145,02                       |
| Träskända (Järvenpää)   | 37,54           | 45 630                     | 1 215,50                     |
| Kervo (Kerava)          | 30,63           | 37 676                     | 1 230,04                     |
| Kyrkslätt (Kirkkonummi) | 366,60          | 40 722                     | 111,08                       |
| Mäntsälä                | 580,85          | 20 912                     | 36,00                        |
| Nurmijärvi              | 361,90          | 44 458                     | 122,85                       |
| Borgnäs (Pornainen)     | 146,53          | 5 011                      | 34,20                        |
| Sibbo (Sipoo)           | 339,66          | 22 320                     | 65,71                        |
| Tusby (Tuusula)         | 219,53          | 40 384                     | 183,96                       |
| Vichtis (Vihti)         | 522,02          | 28 913                     | 55,39                        |
| Yttre förorter          | 2 927,95        | 332 823                    | 113,67                       |
| Storhelsingfors totalt  | 3 698,99        | 1 555 228                  | 420,45                       |

## Viktiga centra och platser
Helsingfors
- Helsingfors centrum
- Östra centrum
- Malm

Esbo
- Esbo centrum
- Hagalund
- Alberga
- Mattby
- Esboviken

Vanda
- Dickursby
- Myrbacka

## Transporter och kommunikation
Huvudstadsregionens järnvägar
- Stambanan
- Kustbanan Åbo-Helsingfors
- Mårtensdalsbanan

Huvudstadsregionens ringvägar

- 101 Ring I
- 102 Ring II
- E 1850 Ring III

Huvudstadsregionens utfartsvägar
- 51 Västerleden
- E 181 Åboleden
- 120 Vichtisvägen
- E 123 Tavastehusleden
- 45 Tusbyleden
- E 754 Lahtisleden
- E 187 Borgåleden
- 170 Österleden

Flygplatser
- Helsingfors-Vanda flygplats
- Helsingfors-Malm flygplats

Hamnar
- Södra hamnen
- Västra hamnen
- Sumparn
- Nordsjö hamn